# Cyanauges villosus
Cyanauges villosus är en tvåvingeart som först beskrevs av Lindner 1969.  Cyanauges villosus ingår i släktet Cyanauges och familjen vapenflugor. Inga underarter finns listade i Catalogue of Life.